# María Teresa Londoño
María Teresa Londoño Sáenz, dite María Teresa Londoño de Olaya (son nom d'épouse), le 20 mai 1882  à Bogota et morte dans la meme ville le 5 mai 1962, est la première dame de Colombie de 1930 à 1934 en tant qu'épouse du 15e président de la repúblique de Colombie Enrique Olaya Herrera,,,.